# 지방도 제509호선
지방도 제509호선은 충청북도 보은군 회남면 남대문리 남대문삼거리와 청주시 상당구 가덕면 문주삼거리를 잇는 충청북도의 지방도이다.

## 연혁
- 2003년 2월 14일 : 노선 폐지 및 재지정[1]
- 2008년 12월 26일 : 지방도 도로구역 지정[2]
- 2009년 2월 6일 : 청원군 가덕면 인차리 ~ 청용리 구간 개통[3]

## 주요 경유지
- 보은군
  - 회남면 남대문삼거리 - 남대문리 - 염티재 (해발 290m)

- 청주시
  - 상당구
    - 문의면 염티재 (해발 290m) - 염티리 - 염티삼거리 - 산덕리 - 구룡리 - 괴곡삼거리 - 괴곡리 - 노현교 - 상장삼거리 - 상장리
    - 가덕면 삼항리 - 행정초등학교 - 청룡삼거리 - 공원묘지삼거리 - 인차삼거리 - 가덕면 행정복지센터 - 인차삼거리 - 계산리 - 수곡삼거리 - 가덕중학교 - 수곡리 - 시동리 - 문주삼거리

## 중복 구간
- 청주시 상당구 가덕면 인차삼거리 ~ 인차삼거리 : 국도 제25호선과 중복

## 도로명
- 보은군 회남면 남대문삼거리 ~ 청주시 문의면 상장삼거리 : 회남문의로
- 청주시 상당구 문의면 상장삼거리 ~ 가덕면 인차삼거리 : 상장인차로
- 청주시 상당구 가덕면 인차삼거리 ~ 인차삼거리 : 보청대로
- 청주시 상당구 가덕면 인차삼거리 ~ 문주삼거리 : 인차시동로